# Huw Wheldon
Huw Wheldon (Prestatyn, 7 de maio de 1916 - Richmond, 14 de março de 1986) foi ex-diretor administrativo da British Broadcasting Corporation e ex-presidente do conselho de governadores da London School of Economics.